# Xã Potter, Quận Centre, Pennsylvania
Xã Potter (tiếng Anh: Potter Township) là một xã thuộc quận Centre, tiểu bang Pennsylvania, Hoa Kỳ. Năm 2010, dân số của xã này là 3.517 người.